# Philippe-Antoine d’Ornano
Philippe-Antoine Auguste d’Ornano, Comte de l’Empire, eigentlich Filippo Antonio Ornano (* 17. Januar 1784 in Ajaccio; † 13. Oktober 1863 in Vincennes), war ein französischer General, Pair, Marschall von Frankreich und Gouverneur des Invalides.

## Leben

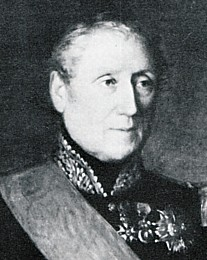
Philippe-Antoine d’Ornano (um 1860)

Ornano war der Sohn des Lodovico Antonio Ornano (1744–1816) und der Isabella Maria Buonaparte (1749–1816) und somit ein Cousin 2. Grades Napoleons I.
Er diente 1799 und 1800 in Italien und nahm danach an der Expedition nach Santo Domingo teil. Von 1805 bis 1808 diente er bei der Grande Armée und wurde dann mit dem 5e régiment de dragons nach Spanien kommandiert. Napoleon verlieh ihm am 22. November 1808 den neu geschaffenen Adelstitel eines Comte de l’Empire (etwa: Graf des Kaiserreichs). Am 5. Mai 1811 wurde er auf dem Schlachtfeld von Fuentes de Oñoro zum Général de brigade befördert. 1812 kehrte er zur Grande Armée zurück und nahm am Russlandfeldzug teil, wo er sich in der Schlacht bei Borodino (7. September 1812) auszeichnete und zum Général de division befördert wurde. In der Schlacht bei Krasnoje (18. November 1812) wurde er verwundet und für tot auf dem Schlachtfeld zurückgelassen. Seinem Adjutanten Delaberge, der sich weigerte, ihn an Ort und Stelle zu bestatten, verdankte er seine „Auferstehung“.
Am Feldzug von 1813 nahm er als Befehlshaber des 1806 aufgestellten Regiments der Dragons de la Garde impériale teil und kommandierte nach dem Tod Bessières’ vorübergehend auch die Cavalerie de la Garde impériale. In der Schlacht bei Waterloo war er als Kommandant der Dragons de la Garde impériale eingeteilt, war aber nicht anwesend und musste durch den Général de brigade Louis-Michel Letort de Lorville ersetzt werden.
1816 heiratete Graf d’Ornano die verwitwete polnische Gräfin Maria Walewska, die ehemalige Geliebte seines Cousins, die schon im folgenden Jahr im Kindbett starb.
Ornano kehrte 1829 in den aktiven Dienst zurück. Er wurde zum Generalinspekteur der zweiten und dritten Militärdivision ernannt. 1829 war er Vorsitzender der Zulassungskommission der Militärschule Saint-Cyr, und 1830 übernahm er das Kommando über die vierte Militärdivision in Tours. 1832 nahm er an der Niederschlagung des Aufstandes in der Vendée teil und wurde zum Pair von Frankreich ernannt. 1848 zum Kommandanten der 14. Militärdivision berufen, trat er diesen Posten aus gesundheitlichen Gründen nicht mehr an, wurde zunächst zur Disposition gestellt und dann in den Ruhestand verabschiedet.
Seit 1849 Abgeordneter für das Département Indre-et-Loire, befürwortete er den Staatsstreich von Napoléon III und wurde dafür mehrfach geehrt: Er wurde mit dem Großkreuz der Ehrenlegion ausgezeichnet und zum Senator ernannt. Nach Exelmans’ Tod wurde er dessen Nachfolger als Großkanzler der Ehrenlegion, und am 24. Mai 1853 wurde er zum Gouverneur de l’Hôtel des Invalides ernannt. Am 2. April 1861, dem Tag der Überführung der sterblichen Überreste Napoleons von der Chapelle Saint-Jérôme unter die Kuppel des Invalidendoms, wurde er zum Marschall von Frankreich ernannt. Achtzehn Monate später starb er in Paris wurde im Caveau des Gouverneurs der Cathédrale Saint-Louis-des-Invalides beigesetzt.
Siehe auch: Sampiero Corso

## Nachkommen
Aus der Ehe mit Maria Walewska ging ein Sohn hervor:
- Rodolphe-Auguste d’Ornano

Er führte die gräfliche Linie des Geschlechtes weiter, deren letzter prominenter Vertreter Michel d’Ornano († 1991), zweimaliger Kulturminister der Fünften Französischen Republik, war.

## Auszeichnungen
- 1850: Großkreuz der Ehrenlegion (11. August 1850), Großkanzler (13. August 1852 bis 24. März 1853)
- Sein Name ist am Triumphbogen in Paris in der 12. Spalte (ORNANO (D')) eingetragen.

| Personendaten    | Personendaten                                            |
| ---------------- | -------------------------------------------------------- |
| NAME             | Ornano, Philippe-Antoine d’                              |
| ALTERNATIVNAMEN  | Ornano, Filippo Antonio                                  |
| KURZBESCHREIBUNG | französischer General, Pair und Marschall von Frankreich |
| GEBURTSDATUM     | 17. Januar 1784                                          |
| GEBURTSORT       | Ajaccio                                                  |
| STERBEDATUM      | 13. Oktober 1863                                         |
| STERBEORT        | Vincennes                                                |